# ميخائيل براندت
ميخائيل براندت (بالإنجليزية: Michael Brandt)‏ هو مونتير وكاتب سيناريو أمريكي، ولد في 1 أكتوبر 1968 في ماديسون في الولايات المتحدة.

## وصلات خارجية
- ميخائيل براندت على موقع IMDb (الإنجليزية)
- ميخائيل براندت على موقع ألو سيني (الفرنسية)
- ميخائيل براندت على موقع أول موفي (الإنجليزية)
- ميخائيل براندت على موقع أول موفي (الإنجليزية)
- ميخائيل براندت على موقع قاعدة بيانات الأفلام السويدية (السويدية)
- ميخائيل براندت على موقع قاعدة بيانات الفيلم (الإنجليزية)
- ميخائيل براندت على موقع كينوبويسك (الروسية)